# Disney Princess: Viaje Encantado
Disney Princess: Enchanted Journey es un videojuego de la acción-aventura desarrollado por Papaya Studios y publicado por Disney Interactive Studios, basado en la franquicia Disney Princess. Fue lanzado en 2007 para PlayStation 2, Wii y Windows.

## Trama
El juego sigue a una joven amnésica que es llevada a un castillo en ruinas llamado "Gentlehaven" y se embarca en una misión para viajar a las casas de varias princesas de Disney y ayudar a resolver problemas causados por criaturas traviesas llamadas Bogs. El jugador viaja a varios mundos habitados por Ariel, Jasmín, Cenicienta y Blancanieves, que finalmente culmina con una batalla entre el personaje jugador y Zara, una ex princesa que está tratando de evitar que todas las niñas se conviertan en princesas. Después de derrotar con éxito a Zara, se le informa al personaje jugador que ella es una princesa y que ahora puede viajar al mundo de Bella para resolver problemas adicionales.

## Recepción
Common Sense Media y Gainesville Sun elogiaron el juego en general, con Gainesville Sun comentando que "si bien Enchanted Journey es solo para un público limitado, las niñas que siguen la línea de las Princesas Disney estarán encantadas con el juego y realmente disfrutarán explorando los diferentes mundos de las Princesas. El juego es fácil de aprender y divertido de jugar". IGN, por su parte, criticó el juego por sus gráficos ásperos y su naturaleza repetitiva, y comentó que si bien el juego sería "una buena manera de mantener a los niños entretenidos durante un par de horas", no valía la pena pagar el precio completo.